# Тюрко-татарские государства
Тюрко-татарские государства (Татарские ханства) — государства, образовавшиеся в процессе распада Золотой Орды в XV—XVI веках:
- Ак-Орда (Белая Орда), преемниками которой являются:
  - Большая Орда
  - Казанское ханство
  - Крымское ханство
  - Астраханское ханство
- Кок-Орда (Синяя Орда), в результате распада которой возникли:
  - Ногайская Орда
  - Сибирское ханство
  - Казахское ханство
  - Узбекское ханство
- сравнительно небольшие автономные владения, образовавшиеся на периферии Золотой Орды:
  - Касимовское ханство и Темниковское княжество — вассалы Русского государства
  - Глинское княжество и Еголдаева тьма — вассалы Великого княжества Литовского
  - Кавказская Тюмень — вассал Тарковского шамхальства

В татарских ханствах сохранились традиционные институты Золотой Орды — ханский диван, основные правящие роды (Аргын, Барын, Кыпчак, Ширин), административно-территориальное деление (улусы, даруги и другое), сословное деление на эмиров, беков, мурз, уланов и «чёрных людей» (тат. кара халык) и тому подобное.
В них сформировались основные группы татарского народа (татары-мишари, астраханские, казанские, сибирские и касимовские татары), а также крымские татары (крымцы) и ногайцы.